# August Winquist
Jacob August Winquist född 25 juli 1810 i Göteborg, död 16 januari 1892 i Stockholm, var en svensk målare och tecknare. Han var farbror till Bertha Winqvist.
Winquist studerade vid Konstakademin i Stockholm därefter fortsatte han studierna för Jules Coignett i Paris. I Frankrike ägnade han sig åt att skildra svenskt landskap med motiv från Norrland och Värmland. Han medverkade i Konstakademins utställningar och på 1830- och 1840-talen förekom hans verk i Konstföreningens utlottningsutställningar.
Vid sidan av måleriet utförda han illustrationer bland annat stod han för teckningarna i det av Franz von Schéeles utgivna planschverket Wermland i teckningar 1858-1867, samt förlagor för litografier och träsnitt till illustrerade tidningar i Sverige och Danmark. Flera av Winquists landskapsmotiv är återutgivna i Allhelms förlags landskapsbok Värmland från 1956 och landskapsboken Jämtland från 1962.
Som bildskapare var han mycket produktiv, och skapade en stor samling porträtt i träsnitt, litografi och teckning. Flera tusen förvarade i 14 stora kartonger skänkte han till Jämtlands läns bibliotek i Östersund mindre delar skänkte han till Nordiska museet och Nationalmuseum i Stockholm. Vid sidan av konstnärskapet nedtecknade han vackra folkmelodier som därigenom blivit bevarade åt eftervärlden.
Winquist är representerad vid Nationalmuseum med ett 15-tal målningar, Östersunds museum och Nordiska museet.

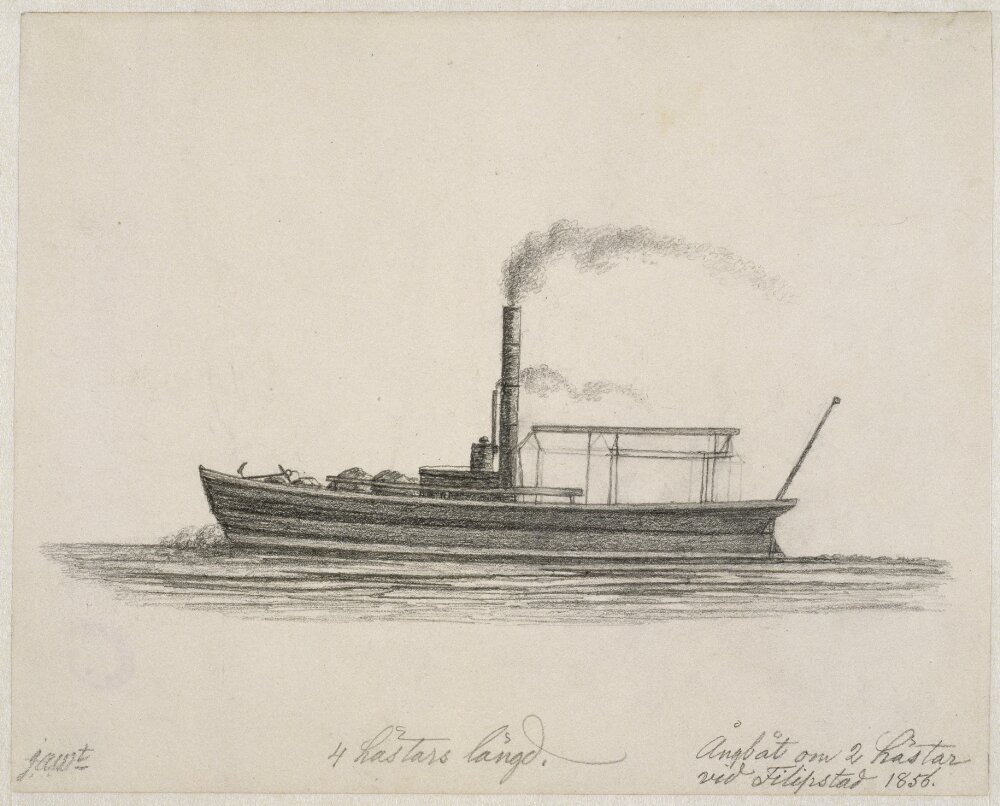
August Winquist - Ångbåt om två hästar vid Filipstad - Nationalmuseum